# Trichocneorane linteata
Trichocneorane linteata is een keversoort uit de familie bladkevers (Chrysomelidae). De wetenschappelijke naam van de soort werd in 1778 gepubliceerd door De Geer.